# Rizzardo VI da Camino
Rizzardo VI da Camino, detto Rizzardo Novello (fine del XIII secolo – Serravalle, 12 settembre 1335), è stato un politico e condottiero italiano.

## Biografia
Era figlio di Guecellone VII da Camino del ramo "di Sopra" e di Mabilia di San Bonifacio. In base a un patto fra la sua famiglia e Scaligeri, sposò Verde, figlia di Alboino della Scala e nipote di Cangrande.
Nell'estate del 1320 Rizzardo, distaccandosi dalla linea politica del padre e del veronese suo alleato, concluse un accordo - mai applicato - con il comune di Treviso e il vicario imperiale Enrico II di Gorizia: Guecellone avrebbe dovuto rinunciare a diritti e possedimenti in favore del figlio e, da parte loro, il governo cittadino e il conte li avrebbero riconosciuti. Non sorprende, quindi, se in questo periodo Rizzardo ripudiò temporaneamente la moglie.
Ma nel 1321 gli Scaligeri tolsero ai Caminesi Feltre e Belluno. Nel 1324, inoltre, morì Guecellone e i sostenitori dei Veronesi occuparono Serravalle. La situazione per Rizzardo si fece delicata e solo nel 1329, con la morte improvvisa di Cangrande, riuscì a rientrare in possesso dei propri domini.
Nel periodo successivo tornò ad appoggiare i signori di Verona, sostenendo la loro conquista della Marca Trevigiana.
Con la morte del patriarca Pagano della Torre (1332) e il successivo periodo di vacanza della sede di Aquileia, Rizzardo volse i propri interessi verso il Friuli occidentale. Favorito dalla mancanza di autorevoli membri maschili nella dinastia di Gorizia (Enrico II era nel frattempo spirato), nel 1333 conquistò Sacile e quindi attaccò altre piazzeforti.
La nomina del patriarca Bertrando di San Genesio portò a una breve tregua: il Caminese si mostrò conciliante e chiese che gli venissero confermati i feudi di proprietà aquileiense, in particolare il Cadore e i castelli di Cordignano, Roganzuolo e di Cavolano. Ma il prelato preferì prendere tempo per poter valutare i danni arrecati dalle truppe caminesi negli anni precedenti e il conflitto riprese.
Questa volta Rizzardo, dopo aver invano chiesto l'aiuto degli Scaligeri, uscì sconfitto dalla guerra. Il patriarca, dal canto suo, lo accusò davanti al Parlamento Friulano; chiamato a giustificarsi, non si presentò e gli vennero revocati tutti i feudi.

## Discendenza
Unico erede maschio dei Caminesi "di Sopra" (ebbe solo tre figlie da Verde della Scala: Caterina, Beatrice e Rizzarda), alla sua morte i suoi domini furono rivendicati dai Caminesi "di Sotto", provocando una lunga contesa con il vescovo di Ceneda.